# NGC 5874
NGC 5874 é uma galáxia espiral barrada (SBc) localizada na constelação de Boötes. Foi descoberta em 11 de junho de 1885 por Lewis A. Swift. Esta galáxia está a uma distância de aproximadamente 300 milhões de anos-luz da Terra e apresenta uma magnitude aparente de 12,5. 

## Características
NGC 5874 é uma galáxia espiral barrada com dimensões de 2,3' × 1,6' no céu. Ela se encontra na região da constelação de Boötes, com ascensão reta de 15h 07m 51,9s e declinação de +54° 45' 10". Seu desvio para o vermelho é de 0,010424, indicando que ela se afasta da Terra a uma velocidade moderada. 

## Descoberta
A galáxia foi descoberta por Lewis A. Swift em 1885. A descoberta de Swift foi uma das muitas feitas enquanto ele observava o céu em busca de novos objetos astronômicos. 